# Шанже (Мајен)
Шанже (фр. Changé) насеље је и општина у западној Француској у региону Лоара, у департману Мајен која припада префектури Лавал.
По подацима из 2011. године у општини је живело 5606 становника, а густина насељености је износила 161,65 становника/km². Општина се простире на површини од 34,68 km². Налази се на средњој надморској висини од 71 метар (максималној 159 m, а минималној 45 m).

## Демографија
| 1962. | 1968. | 1975. | 1982. | 1990. | 1999. | 2011. |
| ----- | ----- | ----- | ----- | ----- | ----- | ----- |
| 1.319 | 1.414 | 2.002 | 2.889 | 4.323 | 4.909 | 5.606 |

График промене броја становника у току последњих година